# Høyjord stavkirke
Høyjord stavkirke er en stavkirke i landsbyen Høyjord i Andebu i Sandefjord i Vestfold fylke, Norge. Det er den eneste bevarede stavkirke, der er tilbage i Vestfold. Det er den sydligst beliggende stavkirke i Norge. Det er en af blot tre bevarede midtmastkirke, hvor en central søjle holder meget af konstruktionen (de to andre er Nore stavkirke og Uvdal stavkirke). Den bliver normalt dateret til omkring 1300. men dele af kirken er fra 1100-tallet og 1275.
Kirken har ét skib og et firkantet kor. Taget over koret er blevet rekonstrueret.
Vindfløjen Høyjordfløjen fra omkring 1250 har siddet på toppen af kirken, men findes nu på Universitetets Oldsaksamling.